# Josef Hermer
Josef Hermer (ur. 1894, zm. ?) – zbrodniarz hitlerowski, jeden z funkcjonariuszy SS pełniących służbę w obozach koncentracyjnych i SS-Unterscharführer.
Członek NSDAP, SA (od 1939) i Waffen-SS (od 15 marca 1942). Od lipca 1942 do kwietnia 1944 pełnił służbę jako strażnik i fotograf w obozie Majdanek. Następnie przeniesiono go do KL Warschau, gdzie pozostał do sierpnia 1944. Wreszcie od sierpnia 1944 do kwietnia 1945 Hermer pełnił służbę w kompleksie obozowym Dachau. Był strażnikiem i kierownikiem wydziału odpowiadającego za pracę przymusową więźniów w podobozach Allach oraz Kaufering I, IV i IX. Nieustannie znęcał się nad podległymi mu więźniami, bijąc ich różnego rodzaju narzędziami i stosując okrutne kary. Brał także udział w ewakuacji podobozów Kaufering, rozstrzeliwując więźniów niezdolnych do dalszego marszu.
W procesie przed amerykańskim Trybunałem Wojskowym w Dachau, który toczył się w dniach 24–27 stycznia 1947 Josef Hermer skazany został na 15 lat pozbawienia wolności.